# Bronisław Żurakowski
Bronisław Żurakowski (Makiejowka, 26 de junho de 1911 — 4 de outubro de 2009) foi um engenheiro, construtor de aviões e piloto de teste de planadores polonês.
Antes da Segunda Guerra Mundial Żurakowski trabalhou na RWD, onde projetou o avião RWD 17 e fez cálculos para o RWD 21 e RWD 23. Após a guerra projetou o primeiro helicóptero polonês, o BŻ-1 GIL e depois o BŻ-4 Żuk (ambos denominados com as letras iniciais de seu nome). Foi co-projetista do PZL-104 Wilga.

Brevê

Irmão do piloto de testes Janusz Żurakowski.